# Saint-Vincent-sur-l'Isle

Saint-Vincent-sur-l'Isle este o comună în departamentul Dordogne din sud-vestul Franței. În 2009 avea o populație de 254 de locuitori.

## Evoluția populației
| An        | 1975 | 1982 | 1990 | 1999 | 2006 | 2009 |
| --------- | ---- | ---- | ---- | ---- | ---- | ---- |
| Populație | 142  | 152  | 204  | 191  | 236  | 254  |